# عبد الرزاق محمد
عبد الرزاق محمد ، لاعب كرة قدم بحريني سابق. يعد أكثر لاعب بحريني لعب مع منتخب البحرين لكرة القدم ، حيث خاض مع المنتخب الوطني 102 مباراة دولية.
و قد كان يلعب مع نادي المنامة.

## كأس الخليج

### كأس الخليج 1992
سجل هدف في مرمى منتخب السعودية لكرة القدم.

### كأس الخليج 1998
سجل هدف في مرمى منتخب السعودية لكرة القدم.